# Frederiksberg Sogn
Frederiksberg Sogn er et sogn i Frederiksberg Provsti (Københavns Stift). Sognet ligger i Frederiksberg Kommune; indtil Kommunalreformen i 1970 lå det i Sokkelund Herred (Københavns Amt). I Frederiksberg Sogn ligger Frederiksberg Kirke og Frederiksberg Slotskirke.
Sognet udskiltes i 1736 fra Vor Frue Sogn.
I Frederiksberg Sogn findes flg. autoriserede stednavne:
- Frederiksberg (bebyggelse)